# Польове (Алчевський район)
Польове́ — село в Україні, у  Кадіївській міській громаді Алчевського району Луганської області. Населення становить 22 особи. Орган місцевого самоврядування — Червонопрапорська сільська рада.
Знаходиться на тимчасово окупованій території України.
Відповідно до Розпорядження Кабінету Міністрів України від 12 червня 2020 року № 717-р «Про визначення адміністративних центрів та затвердження територій територіальних громад Луганської області» увійшло до складу Кадіївської міської громади.

## Географія
Знаходиться на правому березі річки Санжарівка біля кордону з Донецькою областю. На захід від села проходить лінія розмежування сил на Донбасі (див. Мінська угода (2015)). Найближчі населені пункти - села Санжарівка (Донецька область) на заході, Надарівка і Веселогорівка (нижче за течією Санжарівки) на північному сході, селище Боржиківка на південно-південно-сході.

## Населення
За даними перепису 2001 року населення села становило 22 особи, з них 18,18% зазначили рідною українську мову, а 81,82% — російську.